# Chris McSorley
Chris McSorley (* 22. März 1962 in Hamilton, Ontario) ist ein kanadischer Eishockeytrainer und -funktionär sowie ehemaliger -spieler. Er war zuletzt Trainer des HC Lugano, war zuvor lange als Trainer, Mitbesitzer und Sportdirektor beim Genève-Servette HC tätig.

## Karriere
Chris McSorley spielte als Aktiver nur in den Minor Leagues; er wurde (anders als sein Bruder Marty) nicht in die National Hockey League berufen.
Als Cheftrainer gewann er mit den Toledo Storm zweimal (1993 und 1994) die Meisterschaft der East Coast Hockey League und wurde 2000 mit den London Knights britischer Meister. Von November 2000 bis 2004 war er auch Cheftrainer der britischen Nationalmannschaft. Außerdem gewann er 1993 mit den Anaheim Bullfrogs die Meisterschaft der Roller Hockey International. Ab 2001 war McSorley, genannt Mister Servette, Cheftrainer sowie Sportdirektor des Clubs Genève-Servette HC. Er war ab 2005 auch Mitbesitzer, verkaufte seine Anteile aber im Jahr 2014.
In der ersten Saison unter seiner Führung stieg der Club in die Nationalliga A auf. Größte Erfolge waren 2008 und 2010 das Erreichen des Playoff-Finals. Mit der kanadischen Auswahl gewann er im Dezember 2012 als Assistenztrainer den Spengler Cup. Diesen Erfolg konnte er in den beiden folgenden Jahren als Cheftrainer von Servette wiederholen.
Im Herbst 2006 und Frühjahr 2007 aktivierten McSorley und sein Geschäftspartner Hugh Quennec ihr Netzwerk für den finanziell angeschlagenen Lausanne HC, McSorley diente dem LHC ebenfalls in den Folgejahren auch in sportlichen Dingen mitunter als informeller Berater. Im Zuge des Einstieges des US-Amerikaners Ken Stickney als Mehrheitseigner beim EHC Kloten 2015 und 2016 beim LHC spielte McSorley im Hintergrund ebenfalls als Strippenzieher eine Rolle.
McSorley führte Genève-Servette 2011 und 2013 ins NLA-Viertelfinal sowie 2014, 2015 und 2016 ins Halbfinal. Nach dem Ausscheiden im Playoff-Viertelfinal 2017 wurde in den Medien heftig über McSorleys Ausscheiden als Servette-Trainer spekuliert, da das erklärte Ziel des Vereins, erstmals den Meistertitel zu gewinnen, erneut verpasst wurde. Am 22. März 2017 gab McSorley seinen Rückzug als Trainer bekannt, nachdem er dieses Amt 16 Jahre lang ausgeübt hatte, um sich auf seine Aufgaben als Sportdirektor zu konzentrieren.
Anfang April 2018 kehrte McSorley, der von der Neuen Zürcher Zeitung als «Machiavellist» bezeichnet wurde, bei Genève-Servette ins Traineramt zurück, seinen Sportdirektorenposten behielt er. In der Saison 2018/19 führte er die Mannschaft ins Viertelfinale, wo man am Ende der Serie gegen den SC Bern im bis dahin längsten Spiel der Schweizer Eishockeygeschichte ausschied. Nach Einschätzung des Eishockey-Journalisten Klaus Zaugg war McSorley, der bei Genève-Servette noch über einen Vertrag bis 2024 verfügte und als Trainer, Manager und Sportdirektor in Personalunion über große Macht verfügte, zu diesem Zeitpunkt „in der Stadt populär denn je“, wie auch der von der Lokalpresse für ihn gefundene Spitzname „Jesus Chris Superstar“ verdeutliche. McSorley hatte «Servette zum bestfunktionierenden Sportunternehmen der Westschweiz» gemacht. Mitte April 2019 gab Servette die abermalige Ablösung McSorleys als Genfer Trainer bekannt: Er wurde durch Patrick Émond auf der Bank ersetzt, blieb aber Servette-Sportdirektor. Seine Amtszeit als Sportdirektor in Genf endete am 31. Juli 2020.
Im Mai 2021 unterschrieb er einen Dreijahresvertrag als Cheftrainer des HC Lugano. Am 8. Oktober 2022 wurde das Arbeitsverhältnis zwischen dem HC Lugano und ihm aufgelöst.
Im Juni 2023 ging das von McSorley geleitete Unternehmen Sierre-Valais Sport SA eine Vereinbarung zwecks Zusammenarbeit mit dem Eishockey-Zweitligisten HC Sierre ein, der sich das Ziel gesetzt hatte, mittelfristig in die erste Liga aufzusteigen. McSorley wurde im Verwaltungsrat des HC Sierre für sportliche Belange tätig. Er übernahm bei dem Verein auch die Ämter des Sportlichen Leiters sowie ab April 2025 des Cheftrainers.

## Erfolge und Auszeichnungen
- 1993 Riley-Cup-Gewinn mit den Toledo Storm (als Cheftrainer)
- 1993 Murphy-Cup-Gewinn mit den Anaheim Bullfrogs (als Cheftrainer)
- 1994 Riley-Cup-Gewinn mit den Toledo Storm (als Cheftrainer)
- 1994 Murphy-Cup-Gewinn mit den Buffalo Stampede (als Cheftrainer)
- 2000 Britischer Meister mit den London Knights (als Cheftrainer)
- 2002 Meister der Nationalliga B mit dem Genève-Servette HC (als Cheftrainer)
- 2002 Aufstieg in die Nationalliga A mit dem Genève-Servette HC (als Cheftrainer)
- 2012 Spengler-Cup-Gewinn mit dem Team Canada (als Assistenztrainer)
- 2013 und 2014 Spengler-Cup-Gewinn mit dem Genève-Servette HC (als Cheftrainer)